# Woëvre

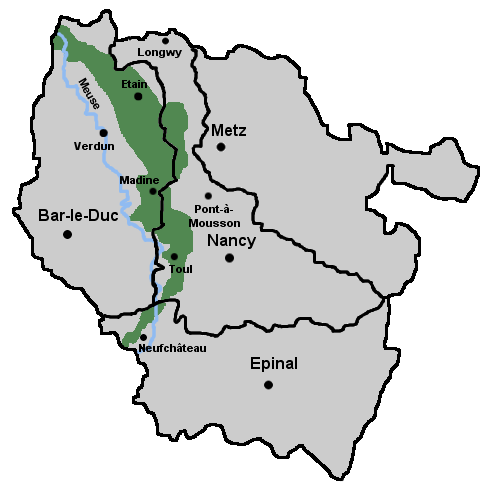
Die Naturlandschaft Woëvre

Die Woëvre, ausgesprochen [wa:vʁ] oder [vwa:vʁ], (deutsch: Waberland) ist eine französische Landschaft in der heutigen Region Grand Est.
Die Woëvre liegt größtenteils im Département Meuse. Sie erstreckt sich rechts der Maas vom Tal der Chiers im Norden bis nach Neufchâteau im Süden. Im Westen wird sie vom Tal der Maas begrenzt, ihr östlicher Rand orientiert sich an der Grenze zum Département Meurthe-et-Moselle, in das sie vor allem im Süden hineinragt. Der südlichste Zipfel liegt im Département Vosges.
Die benachbarten Landschaften sind die Côtes de Meuse links der Maas, das Barrois im Süden, die Côtes de Moselle im Osten und die belgischen Ardennen im Norden.
Die Woëvre umfasst den westlichen Teil des Regionalen Naturparks Lothringen (Parc naturel régional de Lorraine) und den Lac de Madine.
Mit den Côtes de Moselle bildet die Woëvre den niederschlagsärmsten Bereich in dieser Umgebung.
Viele Ortschaften führen den Namen der Landschaft im Ortsnamen, darunter:
- Beney-en-Woëvre
- Boinville-en-Woëvre
- Bonzée-en-Woëvre
- Fresnes-en-Woëvre
- Grimaucourt-en-Woëvre
- Herméville-en-Woëvre
- Jonville-en-Woëvre
- Latour-en-Woëvre
- Manoncourt-en-Woëvre
- Marchéville-en-Woëvre
- Rouvres-en-Woëvre
- Rupt-en-Woëvre
- Saint-Benoît-en-Woëvre
- Saint-Hilaire-en-Woëvre
- Savonnières-en-Woëvre
- Ville-en-Woëvre